# Tommy Green
Thomas William Green, detto Tommy (Fareham, 30 marzo 1894 – Eastleigh, 29 marzo 1975), è stato un marciatore britannico, specializzato nella 50 km.

## Biografia
Ai Giochi della X Olimpiade vinse l'oro nei 50 km di marcia ottenendo un tempo migliore del lettone Jānis Dāliņš (medaglia d'argento) e dell'italiano Ugo Frigerio.

## Palmarès
| Anno | Manifestazione  | Sede        | Evento          | Risultato | Prestazione | Note |
| ---- | --------------- | ----------- | --------------- | --------- | ----------- | ---- |
| 1932 | Giochi olimpici | Los Angeles | 50 km di marcia | Oro       | 4h 50' 10"  |      |